# Beverly Jo Scott

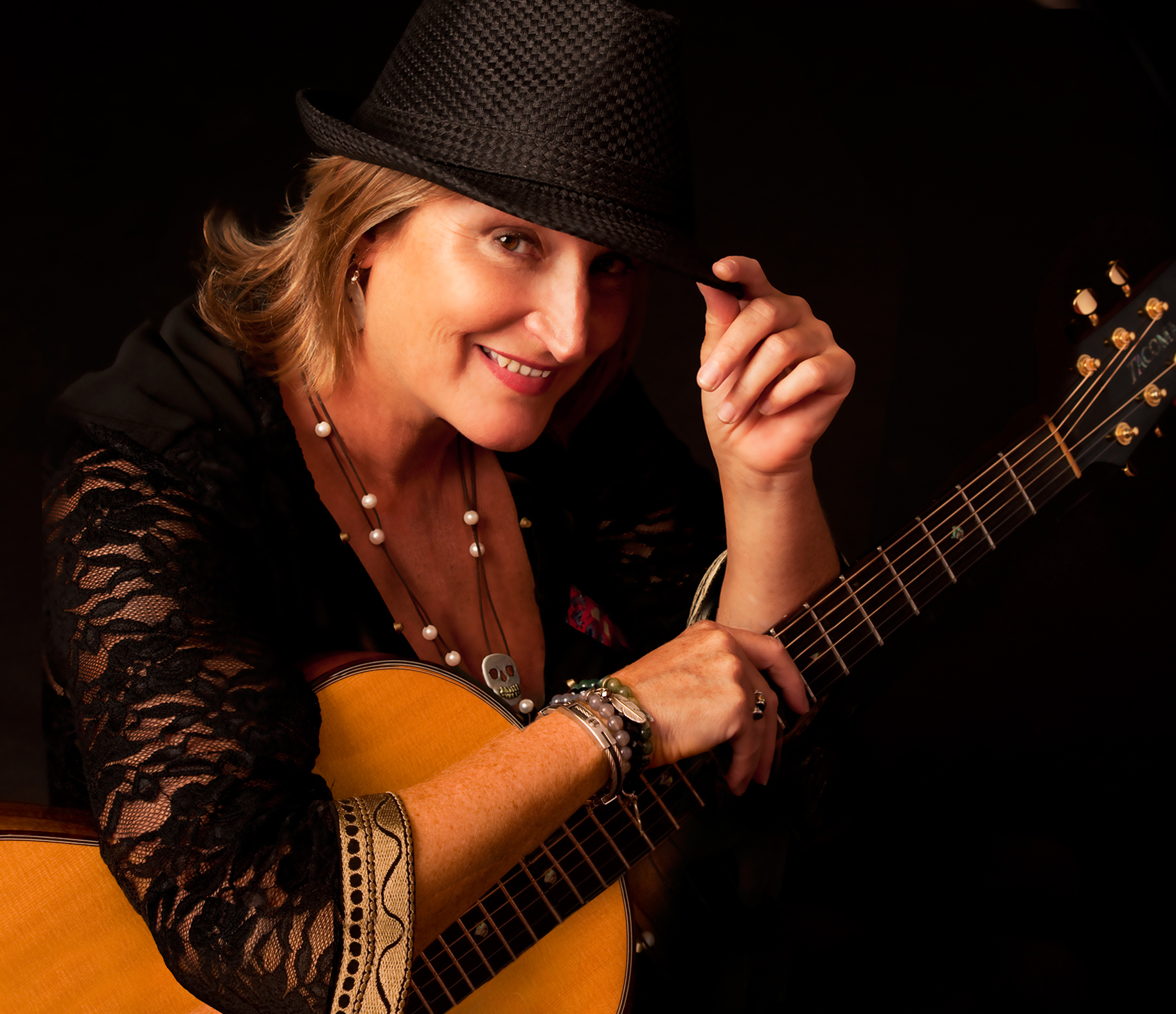
Beverly Jo Scott

Beverly Jo Scott (* 15. Mai 1959 in Deer Park, Alabama), auch bekannt als B. J. Scott, ist eine in den Vereinigten Staaten geborene Singer-Songwriterin, die heute in Brüssel lebt.

## Biografie
Aufgewachsen mit Blues-, Gospel- und Country-Musik, zog die junge Beverly Jo Scott durch die Vereinigten Staaten und schließlich nach Europa, wo sie in Brüssel blieb. Sie arbeitete als Straßenmusikerin, in Bars und Clubs, bis hin zu größeren Festivals. 1991 erschien ihr erstes Album Honey and Hurricanes.
Beverly Jo Scott wird mit Janis Joplin oder Patti Smith verglichen. Sie stand mit Größen wie Neil Young, Roger McGuinn (The Byrds), Popa Chubby oder James Brown auf der Bühne.
Seit 2011 ist Scott Juror in der belgischen Version der Castingshow The Voice, „The Voice Belgique“. Sie arbeitet auch für den belgischen Classic-Rock-Sender „Classic 21“.
Sie schrieb den Text für Rhythm Inside, den belgischen Beitrag zum Eurovision Song Contest 2015 in Wien. Der Sänger Loïc Nottet hat mit dem von ihm komponierten Popsong Rhythm Inside am 23. Mai 2015 beim Songcontest den vierten Platz erreicht.
Am 2. Dezember 2016 erschien unter ihrer Mitwirkung die Kompilation-CD Lost in Paris Bluesband, die in einer dreitägigen Session mit den Gitarristen Paul Personne, Robben Ford, Ron Thal, John Jorgenson sowie der Rhythm Section mit Kevin Reveyrand und Francis Arnaud  aufgenommen wurde. Auf diesem Album enthalten sind dreizehn Songs, u. a. von Tom Waits, Bob Seger, Janis Joplin und Bob Dylan.

## Diskografie
- Honey and Hurricanes (1991)
- Mudcakes (1993)
- The Wailing Trail (1995)
- Amnesty for Eve (1999)
- Selective Passion (2000)
- Divine Rebel (2003)
- Cut and Run (2005)
- Dix Vagues (2008)
- Planet Janis (2010)
- Collection (2012)
- Swamp Cabaret (2014)